# Diocesi di Garriana
La diocesi di Garriana (in latino Dioecesis Garrianensis) è una sede soppressa e sede titolare della Chiesa cattolica.

## Storia
Garriana, identificabile con Henchir-El-Garra nell'odierna Tunisia, è un'antica sede episcopale della provincia romana di Bizacena.
Unico vescovo conosciuto di questa diocesi africana è Secondino, il cui nome figura al 22º posto nella lista dei vescovi della Bizacena convocati a Cartagine dal re vandalo Unerico nel 484; Secondino era già deceduto in occasione della redazione di questa lista.
Dal 1933 Garriana è annoverata tra le sedi vescovili titolari della Chiesa cattolica; dal 6 marzo 2024 il vescovo titolare è Edmar José da Silva, vescovo ausiliare di Belo Horizonte.

## Cronotassi

### Vescovi
- Secondino † (prima del 484)

### Vescovi titolari
- Aloys Bigirumwami † (14 febbraio 1952 - 10 novembre 1959 nominato vescovo di Nyundo)
- Jorge Alberto Giraldo Restrepo, C.I.M. † (13 maggio 1960 - 21 novembre 1961 nominato vescovo di Pasto)
- Jacinto (Giacinto) Eccher, O.F.M. † (11 dicembre 1961 - 7 novembre 1977 dimesso)
- Ferenc Rosta † (2 marzo 1978 - 28 luglio 1978 deceduto)
- James Henry Garland (2 giugno 1984 - 6 ottobre 1992 nominato vescovo di Marquette)
- Vincenzo Savio, S.D.B. † (14 aprile 1993 - 9 dicembre 2000 nominato vescovo di Belluno-Feltre)
- Rogelio Esquivel Medina † (27 giugno 2001 - 20 giugno 2023 deceduto)
- Edmar José da Silva, dal 6 marzo 2024